# Biokhovo (oblast de Toula)
Biokhovo (en russe : Бёхово, Biokhovo) est un village de l'oblast de Toula, en Russie. Il est situé dans le raïon de Zaokski, à 66 km au nord-ouest de Toula. Sa population s'élevait à 58 habitants en 2010, et il est rattaché à la municipalité de Strakhovo. Le village a fait partie en 2021 des 44 meilleurs villages touristiques au monde, et meilleur de Russie, lors d'un concours organisé par l'Organisation mondiale du tourisme.

## Géographie
Le village de Biokhovo se situe dans l'oblast de Toula, oblast faisant partie de l'Anneau d'or, vaste région agricole, culturelle et historique. Le village se situe à 9 km de Zaoksi, à  66 km de Toula et à  113 km au sud-ouest de Moscou. Le village est rattaché à la municipalité de Strakhovo, avec le centre administratif, Strakhovo, qui se trouve à 3 km. La localité est desservie par la route régionale 70K-151, petite route allant de Polenovo à Lanchinski.
Biokhovo est baigné à l'ouest par la rivière Oka, le plus important affluent de la Volga. Ce cours d'eau sert de frontière entre l'oblast de Toula, où se trouve le village, et l'oblast de Kalouga de l'autre côté de la rive. Le village est entouré de forêts, principalement de feuillus mais aussi d'épicéas et de pins. Quant au relief, le village se trouve dans une plaine semi-vallonnée, typique de la région. Le climat est continental, de type Dfb. Les hivers sont rigoureux, les étés chauds, et les pluies sont principalement pendant la saison sans gel avec plus de 70 % des précipitations annuelles.
| Bolsiounovo (oblast de Kalouga)    | Mitino    | Mitino      |
| Kouzmichtchevo (oblast de Kalouga) | Biokhovo  | Koniouchino |
| Stroïtel (oblast de Kalouga)       | Strakhovo | Strakhovo   |

## Histoire
Biokhovo fut mentionné pour la première fois au XVIIe siècle .Pendant la Seconde Guerre mondiale, le village se situait à seulement quelques kilomètres de la ligne de front lors de la bataille de Moscou.
Le 2 décembre 2021, lors de la 24e session de l'Assemblée générale de l'Organisation mondiale du tourisme, le village de Biokhovo fut choisi comme un des Meilleurs villages touristiques. Sur les 170 candidatures déposées par 75 pays, seul Biokhovo fut retenue pour la Russie, devenant le seul lauréat du pays mais aussi de tout l'espace autrefois soviétique.

## Démographie
Le village était peuplé de 58 habitants lors du recensement de 2010. Il y avait 30 hommes (51,7 %) et 28 femmes (48,3 %) dans la localité.
| 2010* | - | - | - |
| ----- | - | - | - |
| 58    | - | - | - |

## Patrimoine
Le village de Biokhovo se situe sur le territoire de la réserve-musée du domaine de Polenovo, domaine acheté par le peintre Vassili Polenov en 1891 pour y construire une maison qui fut achevée en 1892. Ce domaine devint d'ailleurs le premier domaine protégé en 1918, et devint un musée dans les années 1930. Ce domaine est classé aux objets patrimoniauc culturels de Russie avec une importance fédérale.
Outre le domaine, le village possède l'église de la Trinité Vivifiante (ru), église mentionnée en 1798 pour la première fois, et construite en pierre selon les projets du peintre Vassili Polenov en 1906. Une source sacrée près de l'église attire de nombreux pèlerins, la source ayant été selon les dires le lieu d'apparition à trois reprises de la Mère de Dieu. Près de l'église, on trouve un petit cimetière et enfin, les rives de l'Oka attirent les touristes de passage dans le village, avec un point d'observation sur la rivière et un sentier.

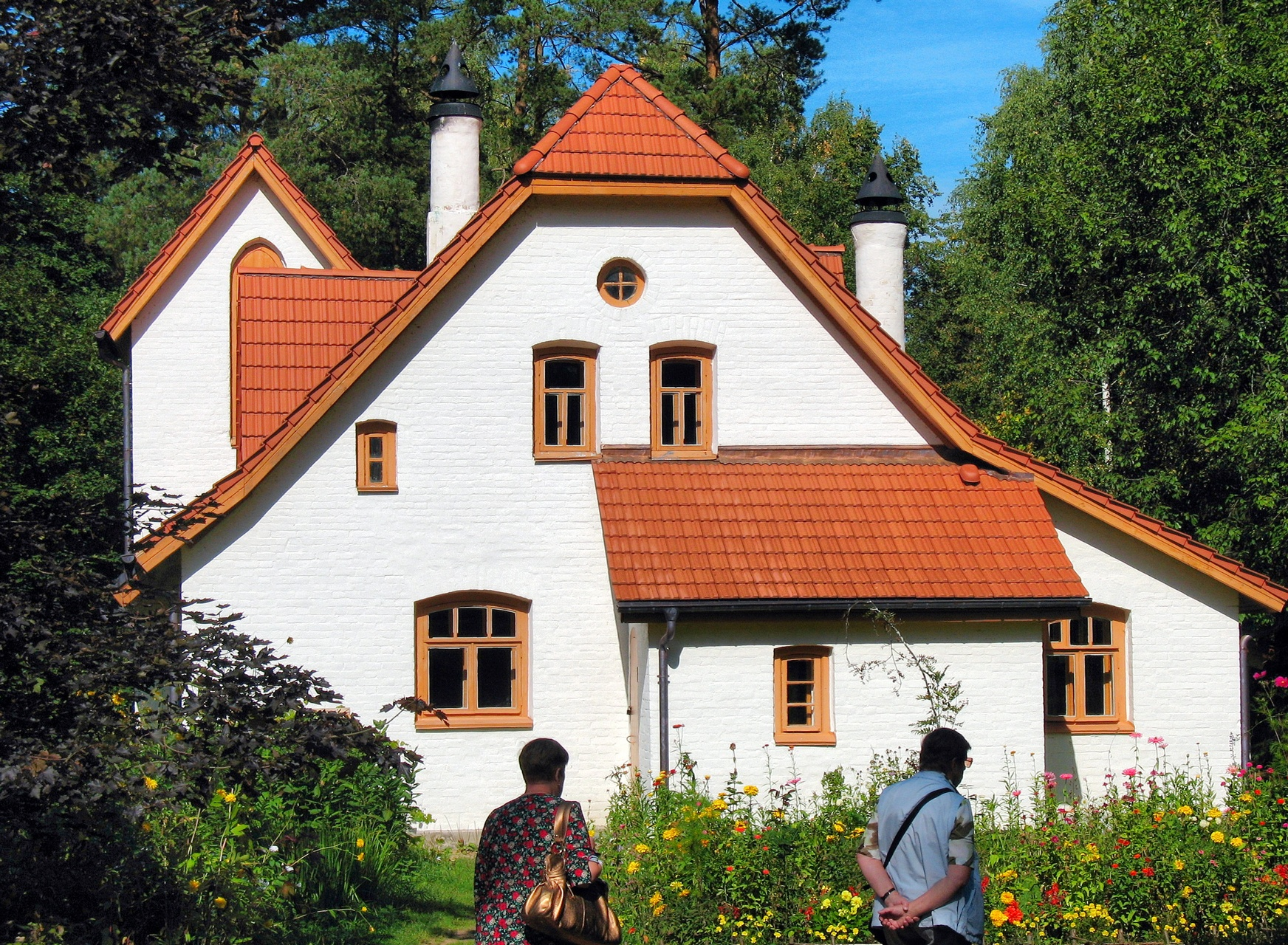
Une des maisons du domaine.
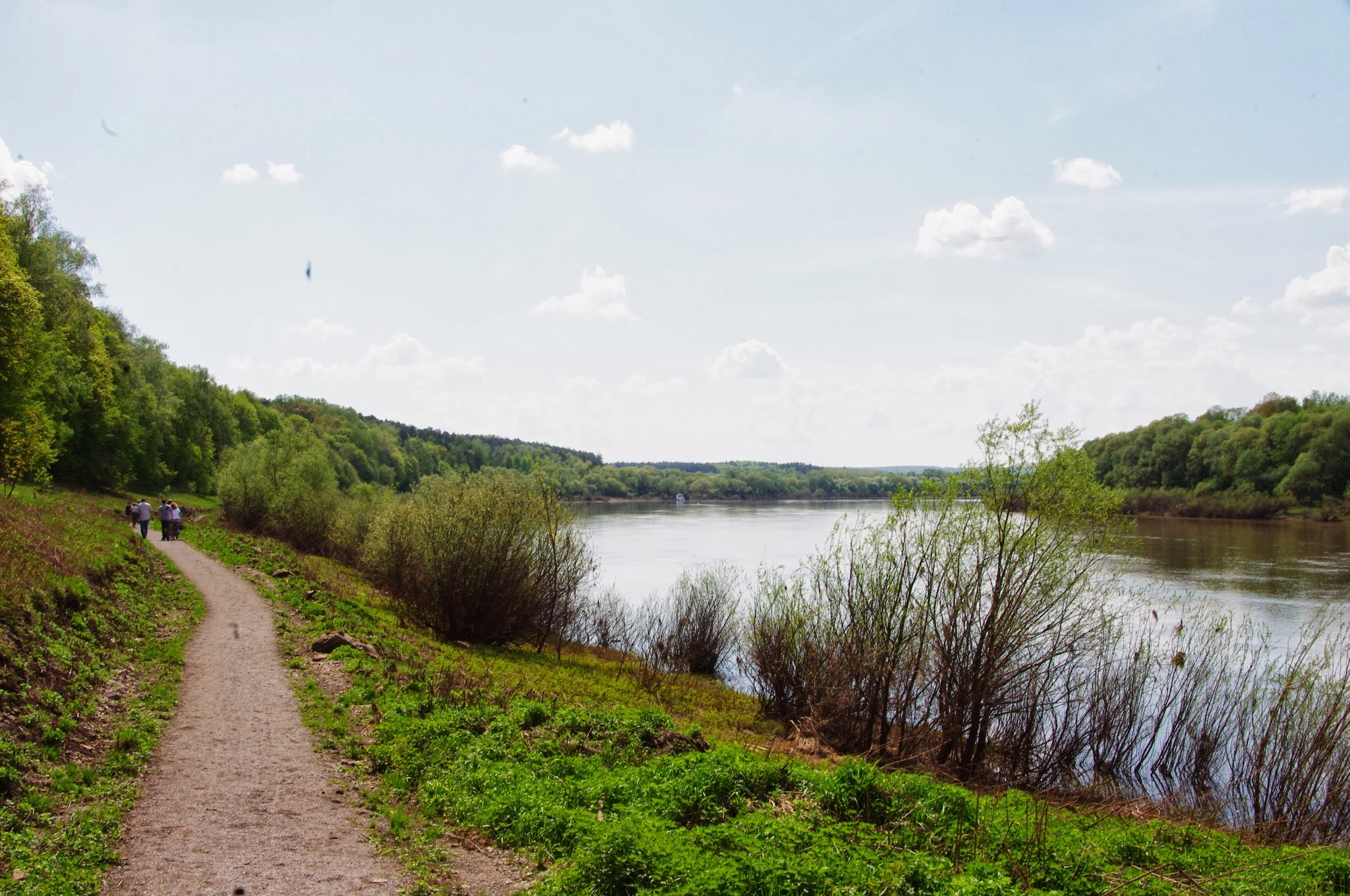
Sentier le long de l'Oka.
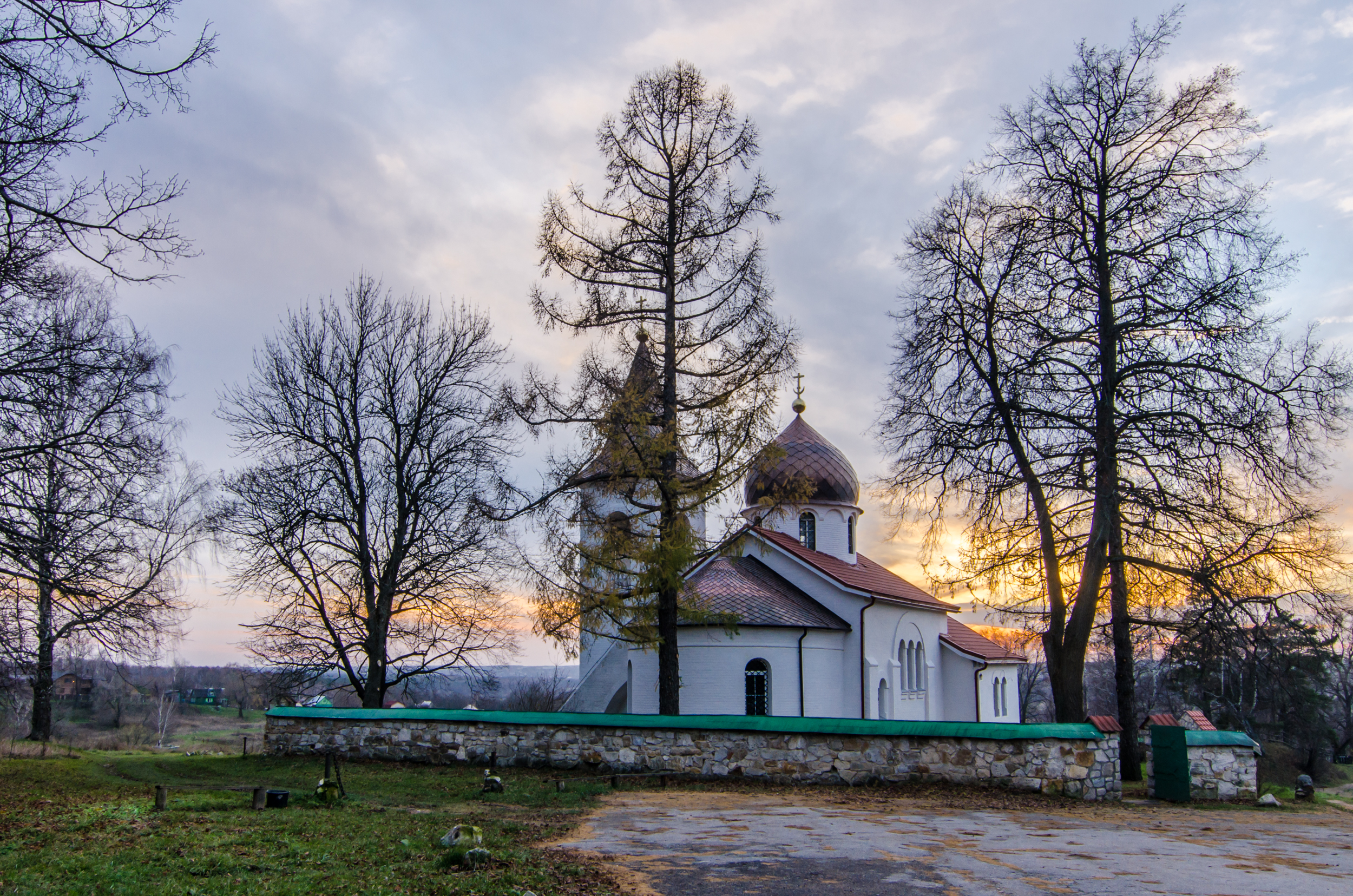
L'église de la Trinité Vivifiante.

## Économie et transport
Pour l'économie, le village vit principalement du tourisme, que ce soit l'écotourisme ou le tourisme culturel, avec un camping, ainsi que de l'agriculture biologique.
La route régionale 70K-151, remplacée par la 70K-148 à partir de Polenovo, relie le village à Zaokski et à la 70K-024. De cette dernière, il est possible de rejoindre l'autoroute fédérale M2 en direction de Moscou au nord ou de Toula au sud.
En termes de transports en commun, la ligne de bus 113 partant de Lanchinski relie le village à Zaokski. À Zaokski se trouve une gare des RŽD desservie par de nombreux trains faisant le trajet Moscou - Toula.